# Nalhof
Nalhof ist ein Straßendorf, das ein Ortsteil der Gemeinde Extertal in Ostwestfalen-Lippe ist und 366 Einwohner zählt (Stand 31. Dezember 2023). Es liegt direkt an der Exter und befindet sich zwischen den Nachbarorten Almena, Laßbruch und Meierberg.

## Geschichte
Der Ortsteil hat eine wechselhafte Geschichte. Kirchenrechtlich gehört Nalhof zur evangelisch-reformierten Kirchengemeinde Almena. In der Ortschronik Almenas ist von allerlei Konflikten und Spannungen zwischen den Bürgern beider Ortsteile zu lesen. Als der Ortsteil Nalhof noch eine selbständige Gemeinde war, gehörten zur Gemeinde der Ortsteil Bistrup, die Bauerschaften Teufelskämpen und Schnorbeck, nordöstlich von der Burg Sternberg.
Am 1. Januar 1921 traten die Gemeinden Nalhof und Bremke Gebietsteile an die damals neue Gemeinde Meierberg ab.
Am 1. Januar 1969 wurde der zuvor selbständige Ort in die neu gegründete Gemeinde Extertal eingegliedert.

### Einwohnerentwicklung
| Jahr      | 1860 | 1939 | 1962 | 2016 |
| Einwohner | 334  | 294  | 440  | 357  |
| --------- | ---- | ---- | ---- | ---- |

## Wirtschaft
Die Ortschaft war über die Jahrhunderte von der Landwirtschaft und dem Handwerk (Schreinerei, Schneiderei) geprägt, welche heute keine Rolle mehr spielen. Ein großer Teil der Bewohner war als Saisonarbeiter in Ziegeleien tätig, welche sich von den Niederlanden und Dänemark bis nach Brandenburg erstreckten. Diese lippischen Ziegler waren für ihre Sparsamkeit bekannt. Von daher kommt die Redewendung: Ein Lipper dreht den Pfennig so lange um, bis er ein Nagel wird. Die Gemeinde hatte jeweils am Rande ihres Gebietes im Norden und im Süden an der Exter zwei Mühlen in Vallentrup und Fütig. Außerdem gab es eine Molkerei im Ortsteil Fütig, die Sahne, Butter und den „Fütiger Käse“ herstellte (Edamer, Gouda, Butterkäse u. a.). Die Molkerei ist seit dem Jahr 2000 geschlossen. Die Gebäude werden heute von kleineren Firmen (z. B. eine Firma für Fein- und Naturkost) und Privatleuten genutzt.

## Sehenswürdigkeiten
Der Ort verfügt über eine romantische Lage an den Abhängen des Steckelnberges, einen Dorfbrunnen und schöne Wanderwege.
- Haltepunkt mit dem einzigen Original-Wartehäuschen der Extertalbahn
- Haltepunkt und Grillplatz der Draisinen-Strecke Alverdissen–Rinteln (s. Extertalbahn)